# Liste von Burgen, Schlössern und Festungen im Département Creuse
Die Liste von Burgen, Schlössern und Festungen im Département Creuse listet bestehende und abgegangene Anlagen im Département Creuse auf. Das Département zählt zur Region Nouvelle-Aquitaine in Frankreich.

Wappen des Départements Creuse (23)
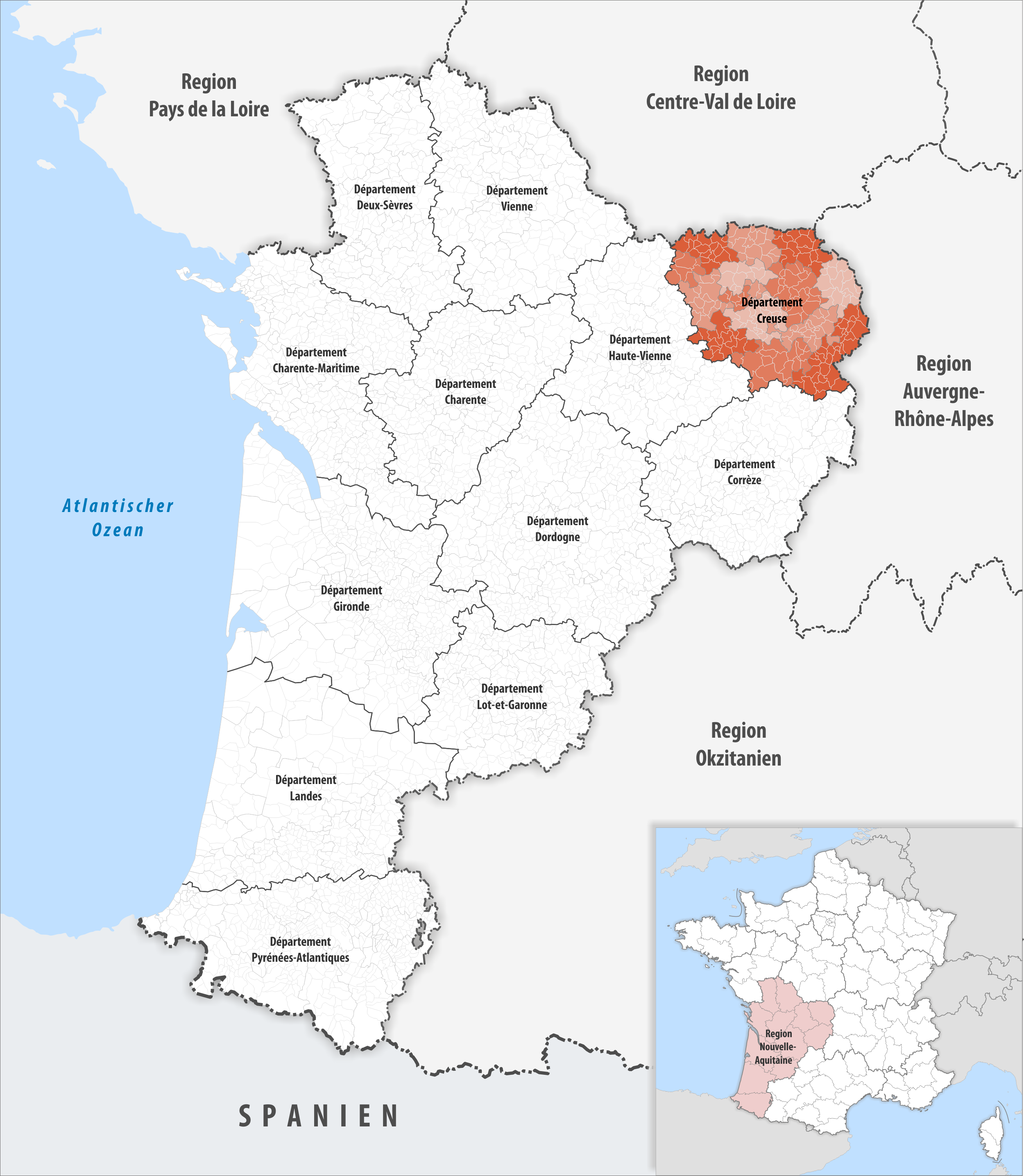
Lage des Départements Creuse in der Region Nouvelle-Aquitaine
Lage der Region Nouvelle-Aquitaine in Frankreich

## Liste
Bestand am 10. Juli 2021: 145
| Name deu / fra                                                   | Gemeinde / Lage                        | Typ (Untertyp)       | Bemerkungen | Bild |
| ---------------------------------------------------------------- | -------------------------------------- | -------------------- | --- | ---- |
| Burg Abain Château Abain (Château de Malval)                     | Malval 46,349834° N, 1,883206° O       | Burg                 | Ruine |      |
| Schloss L’Âge-au-Seigneur Château de l'Âge-au-Seigneur           | Le Grand-Bourg 46,16412° N, 1,61396° O | Schloss              | Ruine |      |
| Schloss Arfeuille Château d'Arfeuille                            | Felletin 45,882357° N, 2,206487° O     | Schloss              | |      |
| Burg Aubusson Château d'Aubusson                                 | Aubusson 45,956273° N, 2,171789° O     | Burg                 | Ruine |      |
| Schloss Baconaille Château de Baconaille                         | Auriat                                 | Schloss              | |      |
| Schloss La Barde Château de la Barde                             | Saint-Sulpice-le-Dunois                | Schloss              | |      |
| Schloss Le Bas-Bouteix Château du Bas-Bouteix                    | Saint-Frion                            | Schloss              | |      |
| Schloss Beaufort Château de Beaufort                             | Malleret-Boussac                       | Schloss              | |      |
| Schloss Beaumont Château de Beaumont                             | Saint-Yrieix-les-Bois                  | Schloss              | |      |
| Schloss Beauregard Château de Beauregard                         | Saint-Priest                           | Schloss              | |      |
| Schloss Beauvais Château de Beauvais                             | Bonnat                                 | Schloss              | |      |
| Schloss Bellefaye Château de Bellefaye                           | Soumans                                | Schloss              | |      |
| Schloss Blessac Château de Blessac                               | Blessac                                | Schloss              | Ehemals Abbaye de Blessac                                                                                                |      |
| Schloss Bogenet Château de Bogenet                               | Pionnat                                | Schloss              | |      |
| Burg Bois-Lamy Château de Bois-Lamy                              | Moutier-Malcard                        | Burg (Turm)          | Ruine |      |
| Schloss Le Bost Château du Bost                                  | Magnat-l’Étrange                       | Schloss              | |      |
| Schloss Bourganeuf Château de Bourganeuf                         | Bourganeuf                             | Schloss              | |      |
| Burg Boussac Château de Boussac                                  | Boussac 46,347974° N, 2,21099° O       | Burg                 | Im 15. Jahrhundert errichtet, war mehrfach Wohnsitz von George Sand                                                      |      |
| Burg Bridiers Château de Bridiers                                | La Souterraine                         | Burg (Turm)          | |      |
| Burg Brousse Château de Brousse                                  | Brousse                                | Burg                 | |      |
| Schloss Budeille Château de Budeille                             | Évaux-les-Bains                        | Schloss              | |      |
| Schloss Chabannes Château de Chabannes                           | Saint-Pierre-de-Fursac                 | Schloss              | Zwischen November 1939 und Januar 1944 befand sich dort ein Kinderheim, in dem 284 jüdische Kinder eine Zuflucht fanden. |      |
| Donjon Chamborand Donjon de Chamborand                           | Chamborand                             | Burg (Donjon)        | Ruine |      |
| Schloss Chantemille Château de Chantemille                       | Ahun                                   | Schloss              | |      |
| Schloss La Chapelle-Baloue Château de La Chapelle-Baloue         | La Chapelle-Baloue                     | Schloss              | |      |
| Schloss Chard Château de Chard                                   | Chard                                  | Schloss              | |      |
| Schloss La Chassagne Château la Chassagne                        | Ladapeyre                              | Schloss              | |      |
| Schloss La Chassagne Château de la Chassagne                     | Saint-Hilaire-le-Château               | Schloss              | |      |
| Schloss Châtain Château de Châtain                               | Arfeuille-Châtain                      | Schloss              | |      |
| Schloss Châteaubodeau Château de Châteaubodeau                   | Rougnat                                | Schloss              | |      |
| Schloss Châtel-Guyon Château de Châtel-Guyon                     | Viersat                                | Schloss              | |      |
| Schloss La Chaume Château de la Chaume                           | Bourganeuf                             | Schloss              | |      |
| Schloss de Chaumont Château de Chaumont                          | La Serre-Bussière-Vieille / Mainsat    | Schloss              | Ruine |      |
| Schloss Chaussadis Château de Chaussadis                         | Ahun                                   | Schloss              | |      |
| Schloss Le Chazepaud Château du Chazepaud                        | Saint-Bard                             | Schloss              | |      |
| Schloss La Chezotte Château de la Chezotte                       | Ahun                                   | Burg                 | |      |
| Schloss Le Chier de Barmont Château du Chier de Barmont          | Saint-Avit-de-Tardes                   | Schloss              | |      |
| Burg Le Chiroux Château du Chiroux                               | Peyrat-la-Nonière                      | Burg                 | |      |
| Schloss La Clairière Château de la Clairière                     | Saint-Maurice-la-Souterraine           | Schloss              | |      |
| Schloss Le Claud Château du Claud                                | Nouhant                                | Schloss              | |      |
| Schloss Collonges Château de Collonges                           | Le Grand-Bourg                         | Schloss              | |      |
| Schloss La Combe Château de la Combe                             | Sermur                                 | Schloss              | |      |
| Schloss Cornudet Château Cornudet                                | Crocq                                  | Schloss              | |      |
| Burg La Côte Château de la Côte                                  | Ladapeyre                              | Burg                 | Ruine |      |
| Schloss Le Coudart Château du Coudart                            | Ladapeyre                              | Schloss              | |      |
| Burg Crocq Château de Crocq                                      | Crocq 45,869519° N, 2,367738° O        | Burg                 | Ruine |      |
| Burg Cros Château de Cros                                        | Saint-Laurent                          | Burg                 | |      |
| Burg Crozant Château de Crozant                                  | Crozant                                | Burg                 | Ruine |      |
| Schloss La Dauge Château de la Dauge                             | Ladapeyre                              | Schloss              | |      |
| Schloss Dupeyrix-Lavetizon Château Dupeyrix-Lavetizon            | Saint-Merd-la-Breuille                 | Schloss              | |      |
| Schloss Ecosse Château d'Ecosse                                  | Bétête                                 | Schloss              | |      |
| Schloss L’Étang Château de l'Étang                               | La Chaussade                           | Schloss              | |      |
| Schloss Etangsannes Château d'Etangsannes                        | Saint-Chabrais                         | Schloss              | |      |
| Schloss Flayat Château de Flayat                                 | Flayat                                 | Schloss              | |      |
| Schloss La Forêt Château de la Forêt                             | Blessac                                | Schloss              | |      |
| Schloss La Fôt Château de la Fôt (Château de la Cazine)          | Noth                                   | Schloss              | |      |
| Schloss Le Fôt Château du Fôt                                    | Saint-Amand                            | Schloss              | |      |
| Schloss Fournoux Château de Fournoux                             | Champagnat                             | Schloss              | |      |
| Schloss Le Fressinaud Château du Fressinaud                      | Nouhant                                | Schloss              | |      |
| Schloss La Gaieté Château de la Gaieté                           | Chambon-sur-Voueize                    | Schloss              | |      |
| Schloss Gartempe Château de Gartempe                             | Gartempe                               | Schloss              | |      |
| Schloss der Grafen von La Marche Château des comtes de la Marche | Guéret                                 | Schloss              | |      |
| Schloss Grandsaigne Château de Grandsaigne                       | Bonnat                                 | Schloss              | |      |
| Schloss Hautefaye Château d'Hautefaye                            | Issoudun-Létrieix                      | Schloss              | |      |
| Schloss Jouillat Château de Jouillat                             | Jouillat                               | Schloss              | |      |
| Schloss Jupille Château de Jupille                               | Boussac-Bourg                          | Schloss              | |      |
| Schloss Lasvy Château de Lasvy                                   | Champsanglard                          | Schloss              | |      |
| Burg Lavaud Château de Lavaud                                    | Méasnes                                | Burg                 | Ruine |      |
| Schloss Lavaud-Blanche Château de Lavaud-Blanche                 | Le Compas                              | Schloss              | |      |
| Schloss Lavaud-Promis Château de Lavaud-Promis                   | La Villetelle                          | Schloss              | |      |
| Schloss Lépaud Château de Lépaud                                 | Lépaud                                 | Schloss              | |      |
| Burg Leyrat Château de Leyrat                                    | Chambon-sur-Voueize                    | Burg                 | Ruine |      |
| Schloss Le Liège Château du Liège                                | Saint-Hilaire-le-Château               | Schloss              | |      |
| Schloss Ligondès Château de Ligondès                             | Chambonchard                           | Schloss              | |      |
| Schloss Lussat Château de Lussat                                 | Lussat                                 | Schloss              | |      |
| Schloss Magnat Château de Magnat                                 | Magnat-l’Étrange                       | Schloss              | |      |
| Schloss Mainsat Château de Mainsat                               | Mainsat                                | Schloss              | |      |
| Schloss Mansat Château de Mansat                                 | Mansat-la-Courrière                    | Schloss              | |      |
| Schloss Margeleix Château de Margeleix                           | Puy-Malsignat                          | Schloss              | |      |
| Schloss Marsac Château de Marsac                                 | Marsac                                 | Schloss              | |      |
| Schloss Marsat Château de Marsat                                 | Chambon-sur-Voueize                    | Schloss              | |      |
| Schloss Le Mas-du-Clos Château le Mas-du-Clos                    | Saint-Avit-de-Tardes                   | Schloss              | Am Circuit du Mas du Clos gelegen                                                                                        |      |
| Schloss Le Mas-Lafille Château le Mas-Lafille                    | Bourganeuf                             | Schloss              | |      |
| Schloss Mas-Laurent Château de Mas-Laurent                       | Croze                                  | Schloss              | |      |
| Schloss Le Masgelier Château du Masgelier                        | Le Grand-Bourg                         | Schloss              | |      |
| Schloss Massenon Château de Massenon                             | Ahun                                   | Schloss              | |      |
| Schloss Le Mazeau Château du Mazeau                              | Peyrat-la-Nonière                      | Schloss              | |      |
| Schloss Moisse Château de Moisse                                 | Bétête                                 | Schloss              | |      |
| Burg Montaigut-le-Blanc Château de Montaigut-le-Blanc            | Montaigut-le-Blanc                     | Burg                 | Ruine |      |
| Schloss Le Monteil Château du Monteil                            | Saint-Martin-Château                   | Schloss              | |      |
| Burg Le Monteil Château du Monteil (Château de la Borne)         | Le Monteil-au-Vicomte                  | Burg                 | Ruine |      |
| Schloss La Monterolle Château de la Monterolle                   | Évaux-les-Bains                        | Schloss              | |      |
| Burg Montlebeau Château de Montlebeau                            | La Souterraine                         | Burg                 | Ruine |      |
| Schloss Mornay Château de Mornay                                 | Bonnat                                 | Schloss              | |      |
| Schloss La Mothe Château de la Mothe                             | Mérinchal                              | Schloss              | |      |
| Schloss Les Moulins Château des Moulins                          | Flayat                                 | Schloss              | |      |
| Schloss Nouziers Château de Nouziers                             | Nouziers                               | Schloss              | |      |
| Schloss Orgnat Château d'Orgnat                                  | Saint-Dizier-la-Tour                   | Schloss              | |      |
| Schloss Périgord                                                 | Gouzon                                 | Schloss              | |      |
| Schloss Le Peyroux Château du Peyroux                            | Saint-Chabrais                         | Schloss              | |      |
| Schloss Peyrudette Château de Peyrudette                         | Champagnat                             | Schloss              | |      |
| Schloss Plaix Goliard Château de Plaix Goliard                   | Méasnes                                | Schloss              | |      |
| Schloss Poinsouze Château de Poinsouze                           | Boussac-Bourg                          | Schloss              | |      |
| Schloss Pontarion Château de Pontarion                           | Pontarion                              | Schloss              | |      |
| Schloss Portes Château de Portes                                 | Mainsat                                | Schloss              | |      |
| Schloss Poux Château de Poux                                     | Saint-Amand                            | Schloss              | |      |
| Schloss Puy Haut Château de Puy Haut                             | Lussat                                 | Schloss              | |      |
| Schloss Le Puy Château du Puy                                    | Tercillat                              | Schloss              | |      |
| Schloss Puyguillon Château de Puyguillon                         | Fresselines                            | Schloss              | |      |
| Schloss Ransigeat Château de Ransigeat                           | Saint-Merd-la-Breuille                 | Schloss              | |      |
| Schloss Le Rateau Château du Rateau                              | Bonnat                                 | Schloss              | |      |
| Schloss Rebeyreix Château de Rebeyreix                           | Poussanges                             | Schloss              | |      |
| Schloss Relibert Château de Relibert                             | Évaux-les-Bains                        | Schloss              | |      |
| Schloss Réville Château de Réville                               | Gouzon                                 | Schloss              | |      |
| Schloss Ribbe Château de Ribbe                                   | Le Grand-Bourg                         | Schloss              | |      |
| Schloss Ribière Château de Ribière                               | Champagnat                             | Schloss              | |      |
| Schloss Saint-Domet Château de Saint-Domet                       | Saint-Domet                            | Schloss              | |      |
| Schloss Saint-Germain-Beaupré Château de Saint-Germain-Beaupré   | Saint-Germain-Beaupré                  | Schloss              | |      |
| Stadttor Saint Jean Porte Saint-Jean                             | La Souterraine                         | Burg (Stadttor)      | |      |
| Schloss Saint-Maixant Château de Saint-Maixant                   | Saint-Maixant                          | Schloss              | |      |
| Schloss Saint-Marc-à-Frongier Château de Saint-Marc-à-Frongier   | Saint-Marc-à-Frongier                  | Schloss              | |      |
| Schloss Saint-Pierre-de-Fursac Château de Saint-Pierre-de-Fursac | Saint-Pierre-de-Fursac                 | Schloss              | |      |
| Schloss Sainte-Feyre Château de Sainte-Feyre                     | Sainte-Feyre                           | Schloss              | |      |
| Schloss Sazeirat Château de Sazeirat                             | Arrènes                                | Schloss              | |      |
| Schloss La Seiglière Château de la Seiglière                     | Aubusson                               | Schloss              | |      |
| Burg Sermur Château de Sermur                                    | Sermur                                 | Burg (Turm)          | Ruine |      |
| Schloss Souvolle Château Souvolle                                | Saint-Sulpice-le-Dunois                | Schloss              | |      |
| Schloss La Tapisserie Maison de la Tapisserie                    | Aubusson                               | Schloss (Herrenhaus) | Heute das Office du Tourisme                                                                                             |      |
| Schloss La Terrade Château de la Terrade                         | Clugnat                                | Schloss              | |      |
| Schloss Le Theil Château le Theil                                | Saint-Agnant-près-Crocq                | Schloss              | |      |
| Schloss Le Théret Château du Théret                              | La Saunière                            | Schloss              | |      |
| Schloss Vauchaussade Château de Vauchaussade                     | Le Compas                              | Schloss              | |      |
| Schloss Les Vergnes Château les Vergnes                          | Saint-Maurice-près-Crocq               | Schloss              | |      |
| Schloss La Villate Château de la Villate                         | Leyrat                                 | Schloss              | |      |
| Schloss La Villate Château de la Villate                         | Saint-Junien-la-Bregère                | Schloss              | |      |
| Schloss La Villate-Billon Château de la Villate-Billon           | Saint-Victor-en-Marche                 | Schloss              | |      |
| Schloss Villebaston Château de Villebaston                       | Le Bourg-d’Hem                         | Schloss              | |      |
| Schloss Villedrerie Château de Villedrerie                       | Budelière                              | Schloss              | |      |
| Schloss Villefort Château de Villefort                           | Néoux                                  | Schloss              | |      |
| Schloss Villemoleix Château de Villemoleix                       | Chambon-sur-Voueize                    | Schloss              | |      |
| Schloss Villemonteix Château de Villemonteix                     | Saint-Pardoux-les-Cards                | Schloss              | |      |
| Schloss Villeneuve Château de Villeneuve                         | Vallière                               | Schloss              | |      |
| Schloss Villepreaux Château de Villepreaux                       | Montaigut-le-Blanc                     | Schloss              | |      |
| Schloss La Voreille Château de la Voreille                       | Peyrat-la-Nonière                      | Schloss              | |      |
| Schloss Vost Château de Vost                                     | Lourdoueix-Saint-Pierre                | Schloss              | |      |